# 凱迪拉克ELR
ELR 為凱迪拉克於2013年推出的雙門四座豪華插電式混合動力轎跑車，單電池續航里程為63公里，總體為550公里，售價為75,000美元起跳，於2016年停產。

## 開發
通用汽車早在2009年1月於北美國際車展上展示出一台名叫 Converji 的概念車款，並於2011年8月宣布作為電動車正式投入生產，並取名為ELR，打算以更便宜的57,400美元與特斯拉Model S抗衡。

通用表示，ELR將與雪佛蘭Volt 的尺寸大致相同，且皆為同一工廠生產。自通用EV1停產之後，ELR為第三台通用電氣化戰略的插電式電動車款，2012年中開始測試ELR原型。市售版於2013年北美國際車展上亮相，並於該年12月向美國本土與加拿大銷售。

## 規格

### 動力
ELR採用了與雪佛蘭Volt一樣的通用Voltec系統。Voltec動力系統包括一個119-135千瓦的馬達、一個四缸引擎和一個16.5千瓦時的鋰離子電池組，最高時速為 106 英里/小時（171 公里/小時），百公里加速為7.8秒。

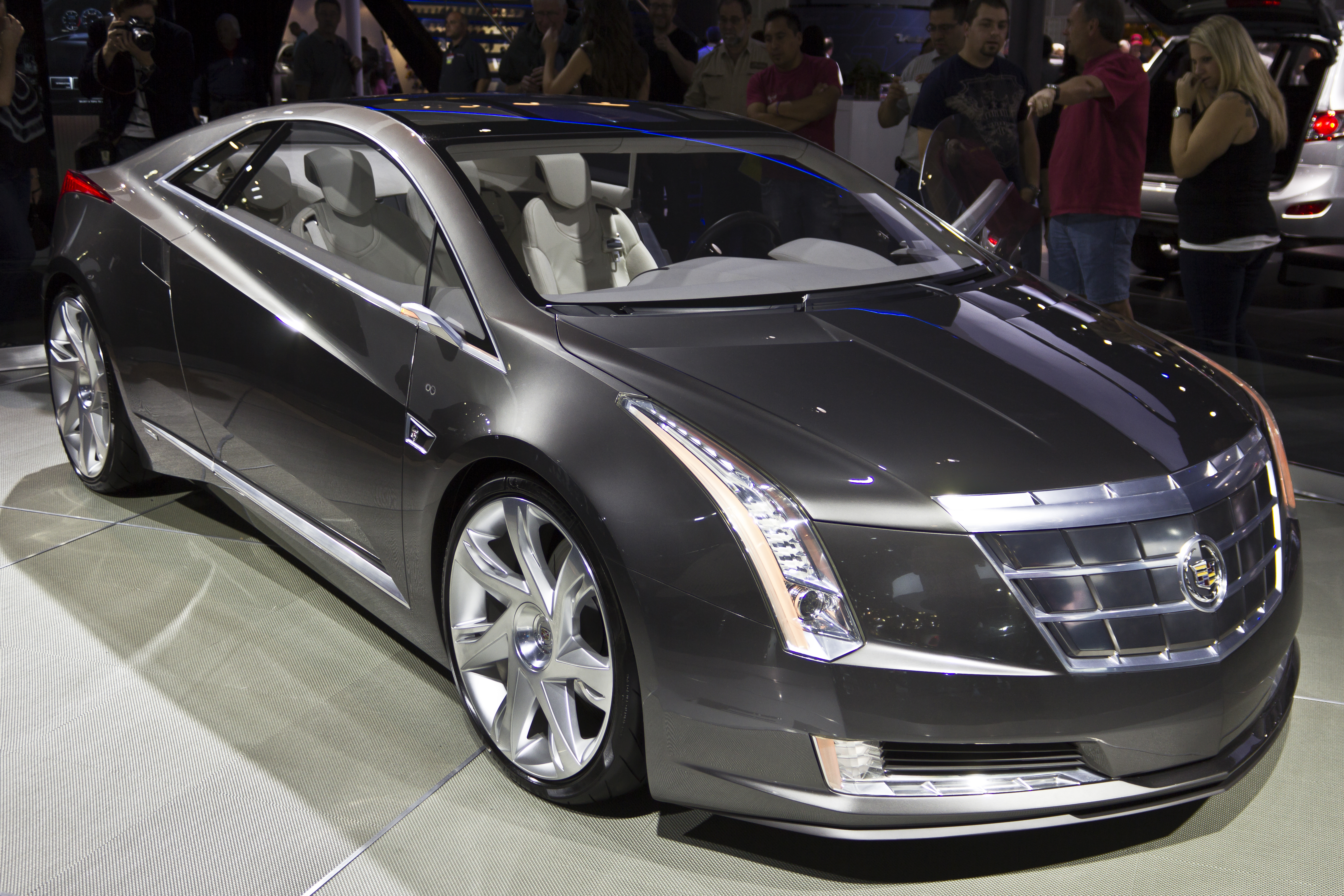
ELR 正面

### 續航
經美國環境保護署（EPA）評定，全電動續航里程為37英里（60公里），總續航里程為340英里（550公里）。

### 充電
若使用 120 伏旅行充電器充電需要 12.5-18 小時， 240 伏充電站充電時間充為 5 小時。

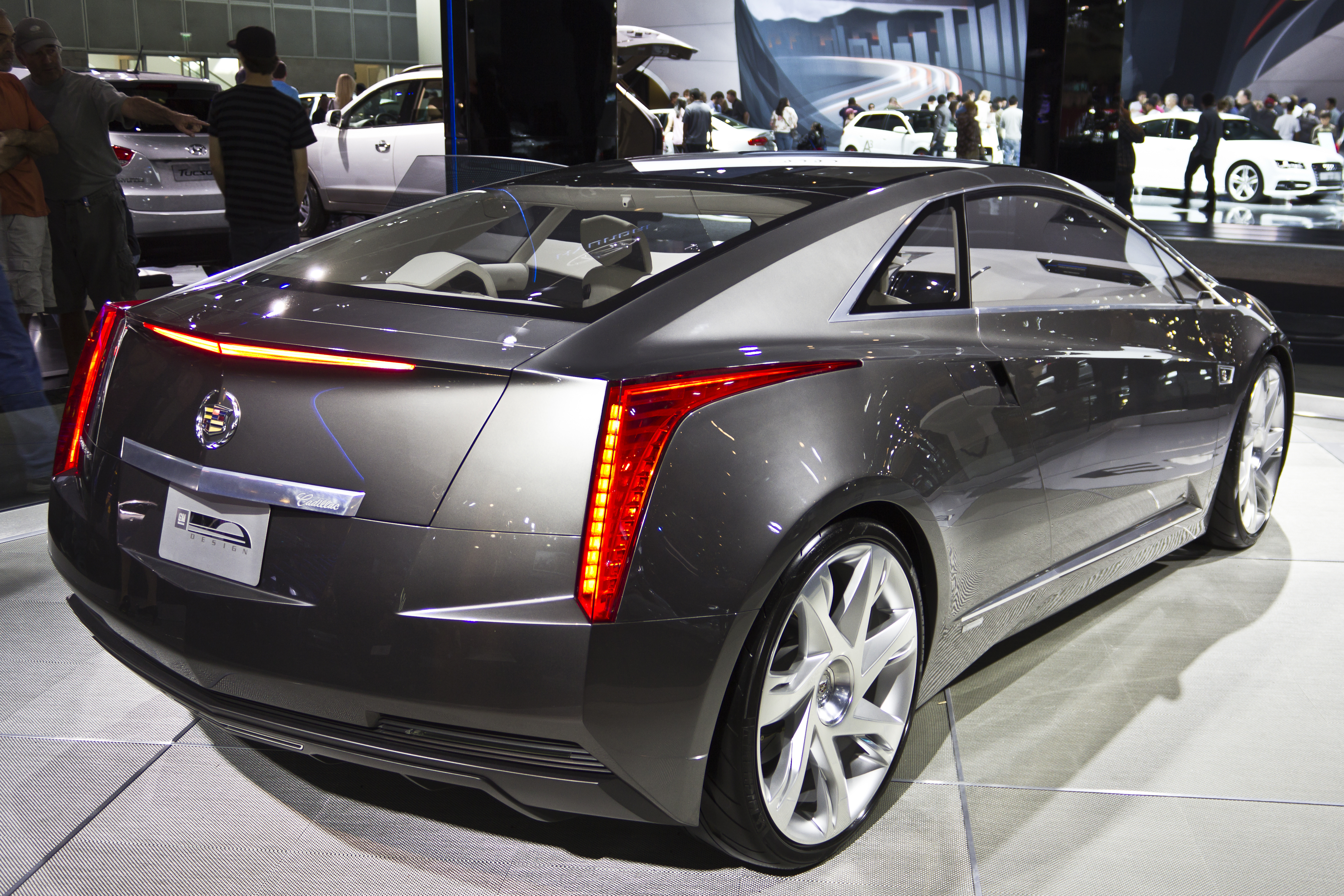
ELR 尾部

### 配備
標準配備包括LED頭燈，主動式啟閉進氣口、自動遠燈、10個Bose 主動降噪功能音響、真皮座椅、纖維絨面車頂、手工縫製的內裝。選配則有全速域定速、防碰撞系統、車側盲點輔助和後方車尾碰撞警示、座椅也從基本的16向增加為20向調節。外觀方面，ELR共有四種顏色可供選擇，輻射銀色、烏鴉黑、石墨黑及水晶紅。

### 功能
ELR 除了有傳統排檔之外，儀表檯上還有一個按鈕，可切換至各種模式：
- 巡航模式Tour mode ：也是預設的模式，全程使用電池行駛，直到電池沒電才切換為引擎運作。
- 節能模式Hold mode：盡可能維持電池的滿格狀態，以供在市區行駛、怠速以純電使用。
- 山地模式Mountain mode：增加電池充電時的電量狀態（SOC）以供能在山區環境中提供更多可用的電量，行駛上坡時也更加輕鬆。
- 運動模式Sport mode：改善了油門反應，使用馬達與引擎的兩者結合之動力。

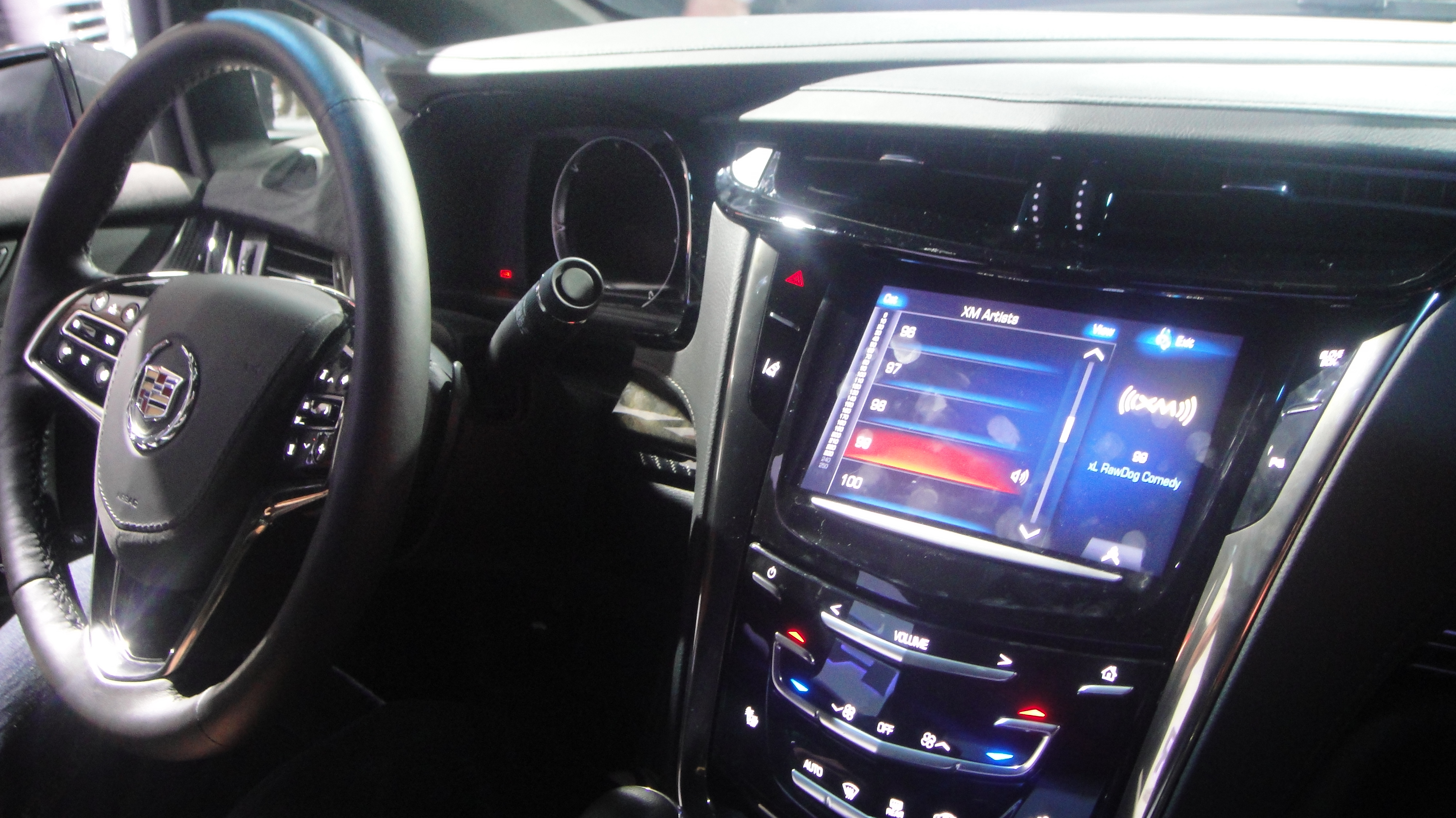
ELR 內裝

## 小改款
ELR 於2016年進行小改款，價格方面降低了10,000美元，增加為兩個馬達配一個四缸引擎，馬力從217匹提升至233匹，扭矩從295磅.呎（399牛頓米）增加到373磅.呎（505牛頓米） ，並採用改進的扭矩轉向技術減輕支柱負擔，彈簧、控制臂襯套都進行了升級，輪胎為20吋性能胎、四活塞Brembo卡鉗，使純電續航里程增加至63公里。內裝方面，包含車側盲點偵測、車尾碰撞警示、自動遠光燈、車道變換警示、Wi-Fi、4G LTE熱點。

## 銷售
由於重新調校以及通用汽車內部的決定，ELR 的價格比其雙生車款學佛蘭Volt更高出35,000美元，2014年款ELR的基本價格為75,000美元，且因銷售速度緩慢，凱迪拉克並無2015年式車型。到了2016年，價格降低了10,000美元 ，但終究免不了銷量慘淡的事實。
| 年分 | 總銷售 | 美國  | 加拿大 |
| ---- | ------ | ----- | ------ |
| 2013 | 10     | 6     | 4      |
| 2014 | 1,354  | 1,310 | 44     |
| 2015 | 1,049  | 1,024 | 25     |
| 2016 | 545    | 534   | 11     |
| 共計 | 2,958  | 2,874 | 84     |

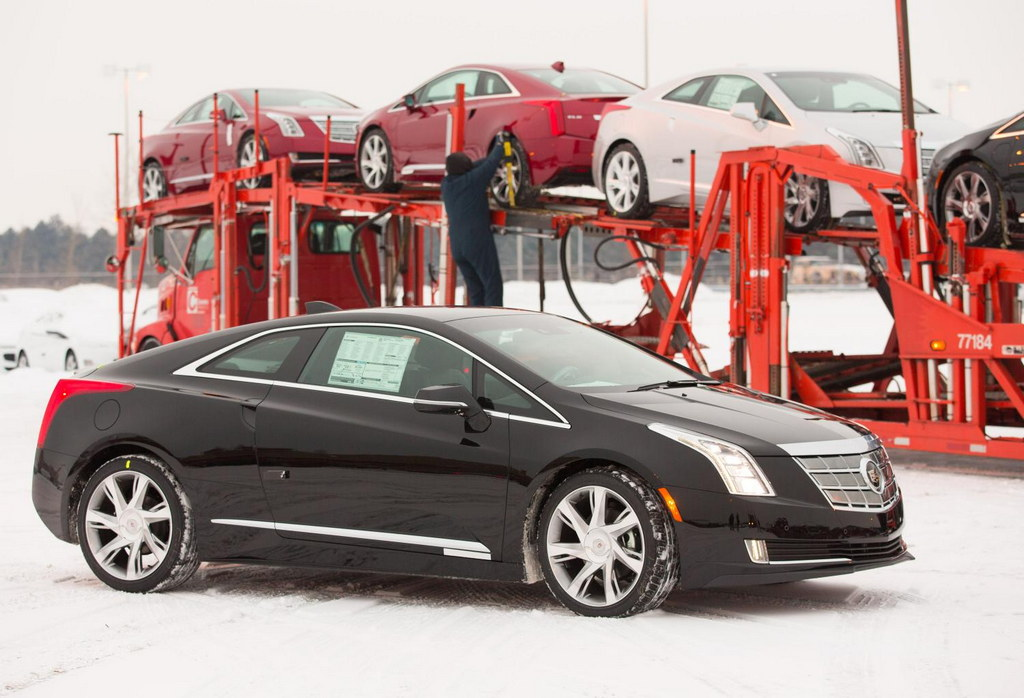
2013年12月準備外銷的ELR

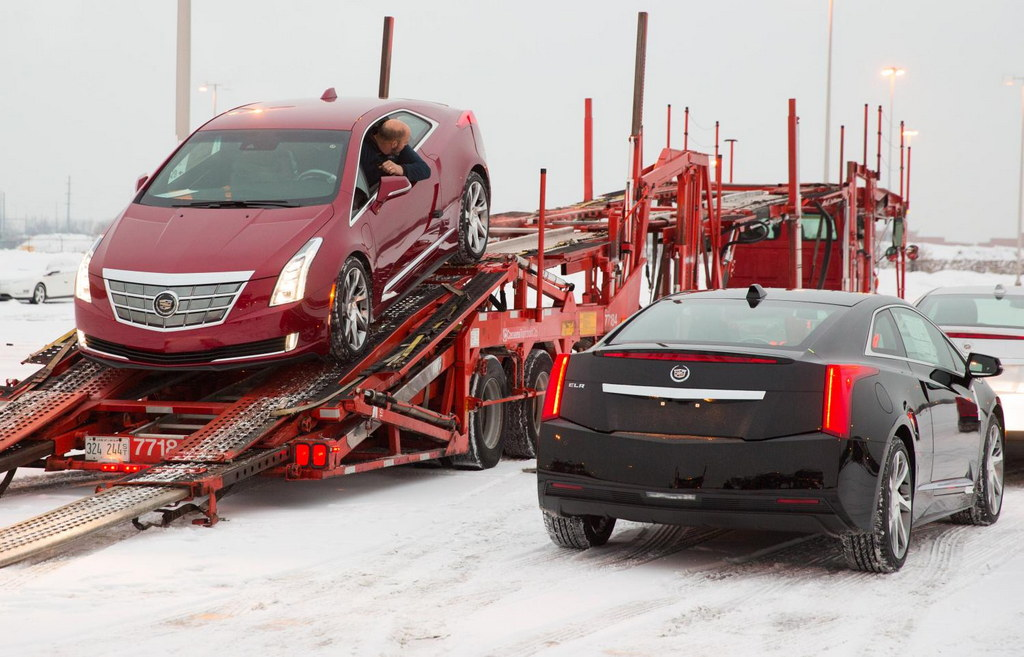
2013年12月準備外銷的ELR

ELR 於2016年停產，共銷售約3,000台，後續新能源車輛由CT6 PHEV取代
2022年，凱迪拉克推出了全新純電休旅車 LYRIQ。

## 另外參見
- 凱迪拉克LYRIQ
- 凱迪拉克XLR
- 凱迪拉克CT6 PHEV
- 插電式混合動力車輛
- 新能源車輛

## 外部連結
官方网站
- Official Cadillac America Forum
- Cadillac Owners ELR Forum （页面存档备份，存于）
- Cadillac ELR Forum on GM-Volt Website （页面存档备份，存于）